# De l'eau pour les éléphants (film)
Cet article concerne le film. Pour le roman original, voir De l'eau pour les éléphants.
Pour plus de détails, voir Fiche technique et Distribution.
De l'eau pour les éléphants (Water for Elephants), est un film américain de 2011 réalisé par Francis Lawrence et inspiré du roman du même nom de Sara Gruen.

## Synopsis
Durant la Grande Dépression, dans les années 1930, les trains des petits cirques ambulants sillonnent les États-Unis. Jacob Jankowski, orphelin sans le sou, saute à bord de celui des Frères Benzini et de leur « plus grand spectacle du monde ». Embauché comme soigneur, il va découvrir l'envers sordide du décor. Tous, hommes et bêtes sont pareillement exploités dans un monde violent où l'amour est un luxe.

## Fiche technique
- Titre : De l'eau pour les éléphants
- Titre original : Water for Elephants
- Réalisation : Francis Lawrence
- Production : Kevin Halloran, Gil Netter, Erwin Stoff, Andrew R. Tennenbaum, Alan Edward Bell

- Musique : James Newton Howard
- Directeur de photographie : Rodrigo Prieto
- Sociétés de production : Fox 2000 Pictures, 3 Arts Entertainment, Flashpoint Entertainment, Type A Films, Crazy Horse Effects
- Société de distribution : 20th Century Fox (États-Unis, France)
- Genre : Drame, historique, romantique.
- Durée : 122 minutes
- Année de production : 2011
- Pays d'origine :  États-Unis
- Langue : anglais
- Budget : 38 million de $[1]
- Box-office : 117.094.902 de $[1]
- Sorties :
  -  États-Unis : 22 avril 2011
  -  France : 4 mai 2011
- Classification : Tous publics

## Distribution
| |  |  |
| Les acteurs principaux Reese Witherspoon et Robert Pattinson à la première australienne du film, en mai 2011. |  |  |

- Reese Witherspoon (VF : Marie Donnio) : Marlena Rosenbluth
- Robert Pattinson (VF : Thomas Roditi) : Jacob Jankowski
- Christoph Waltz (VF : Christian Gonon) : August Rosenbluth
- Tai : Rosie, l'éléphant
- James Frain : Le tuteur de Rosie
- Hal Holbrook (VF : Gilbert Beugniot) : Jacob Jankowski âgé
- Paul Schneider (VF : Patrick Mancini) : Charlie O'Brien
- Ken Foree : Earl
- Tim Guinee : Diamond Joe
- Mark Povinelli (VF : Jonathan Cohen) : Kinko/Walter
- Scott MacDonald : Blackie
- Jim Norton (VF : Georges Claisse) : Camel
- Richard Brake : Grady
- Aleksandra Kaniak (nl) : Mrs Jankowski
- Sam Anderson : Mr Hyde
- John Aylward : Mr Ervin
- Uggie : Queenie, le Jack russel
- Karynn Moore : Catherine Hale

## Récompenses
| Cérémonies                 | Catégories                                           | Personnalités       | Résultats  |
| -------------------------- | ---------------------------------------------------- | ------------------- | ---------- |
| NewNowNext Awards          | Next Must See Movie                                  |                     | Nomination |
| 2011 Teen Choice Awards    | Choice Movie – Drama                                 |                     | Nomination |
| 2011 Teen Choice Awards    | Choice Movie Actor – Drama                           | Robert Pattinson    | Lauréat    |
| 2011 Teen Choice Awards    | Choice Movie Actress – Drama                         | Reese Witherspoon   | Nomination |
| 38e People's Choice Awards | Meilleur film dramatique                             |                     | Lauréat    |
| 38e People's Choice Awards | Meilleure adaptation d'un livre                      |                     | Nomination |
| 38e People's Choice Awards | Meilleur acteur dans un film                         | Robert Pattinson    | Nomination |
| 38e People's Choice Awards | Meilleure actrice dans un film                       | Reese Witherspoon   | Nomination |
| Satellite Awards           | Satellite Award de la meilleure musique originale    | James Newton Howard | En attente |
| Satellite Awards           | Satellite Award de la meilleure direction artistique | Jack Fisk           | En attente |
| Satellite Awards           | Satellite Award des meilleurs costumes               | Jacqueline West     | Lauréat    |